# Armenisch-aserbaidschanische Beziehungen
Die Beziehungen zwischen der Republik Armenien und der Republik Aserbaidschan sind von offener Feindschaft und gegenseitigem Misstrauen geprägt, mit ernsten wirtschaftlichen und sozialen Folgen für die jeweiligen Bevölkerungen. Wegen des Konflikts um Bergkarabach und seit dem Krieg um Bergkarabach zu Beginn der 1990er Jahre pflegen die beiden Staaten keine diplomatischen Beziehungen und die Grenze ist geschlossen. Politiker der beiden Staaten haben sich nur unter dem Druck Dritter getroffen. 2025 wurde die Wiederaufnahme diplomatischer Beziehungen vereinbart.
Während der Sowjet-Zeit war der ethnische Konflikt zwischen Armeniern und Aserbaidschanern eingefroren. Die junge Sowjetunion schlug  Nachitschewan und Bergkarabach der Aserbaidschanischen SSR zu, um Wünschen der Türkei entgegenzukommen. Er ist nach dem Zerfall der Sowjetunion wieder aufgebrochen, zahlreiche Initiativen Dritter (Georgien, OSZE, Russland, USA, Europarat) wurden gestartet, um den Konflikt beizulegen, keine der Initiativen war jedoch erfolgreich. Dazu trägt auch die Politik der kontrollierten Destabilisierung Russlands bei, das zwar zahlreiche Missionen für Frieden und Stabilität im Kaukasus unternommen hat, dem jedoch Parteinahme für Armenien vorgeworfen wird. So wurden an das armenische Militär zwischen 1992 und 1997 Waffen in Wert von einer Milliarde US-Dollar geliefert.
Vor dem Zusammenbruch der Sowjetunion wurden 85 % der Waren- und Energieimporte über aserbaidschanisches Territorium abgewickelt. In Folge des Bergkarabachkonfliktes und der folgenden Schließung der Grenze durch Aserbaidschan entfiel dieser Transportkorridor. Lieferungen aus Russland müssen nun durch Georgien passieren, womit Armeniens Importe von den schlechten georgisch-russischen Beziehungen und mit Werchni Lars dem einzigen Grenzübergang, der nicht auf Separatisten-Territorium liegt, abhängig sind. Aserbaidschan ist insbesondere darauf bedacht, dass seine Öl- und Gasexporte das armenische Staatsgebiet umfahren, so dass der armenische Staat nichts an aserbaidschanischen Energieexporten verdient.
Nicht zuletzt ist die außenpolitische Ausrichtung der beiden Staaten unterschiedlich. Armenien ist Mitglied des von Russland geführten Militärbündnisses Organisation des Vertrags über kollektive Sicherheit, dem Aserbaidschan ursprünglich nur widerwillig beigetreten ist und seine Mitgliedschaft im Jahre 1999 nicht verlängert hat. Aserbaidschan ist mittlerweile Mitglied der Sicherheitsallianz GUAM. Armenien ist darüber hinaus Mitglied der von Russland geführten Eurasischen Wirtschaftsunion, während Aserbaidschan aufgrund seiner Energieexporte seine wirtschaftspolitische Unabhängigkeit gewahrt hat.
Seitdem Aserbaidschan 2020 in einem Zweiten Krieg um Bergkarabach weite Teile des Gebietes zurückeroberte, verlagerte sich der Konflikt zwischen beiden Staaten an die gemeinsame Grenze. Dieser Armenisch-aserbaidschanische Grenzkonflikt hält an, während beide Staaten über eine dauerhafte Friedenslösung in Verhandlungen getreten sind. Seitdem Aserbaidschan in einer Offensive im September 2023 die Separatisten in Bergkarabach zu Kapitulation gezwungen hat und danach die ethnisch-armenische Bevölkerung des Gebiets nach Armenien floh, ist der Status des Gebiets nicht mehr Teil dieser Verhandlungen.
Nach der Räumung Bergkarabachs durch Armenien kam es weiterhin zu Grenzkonflikten zwischen beiden Ländern. Der aserbaidschanische Präsident İlham Əliyev stellte Ansprüche auf Gebiete in Armenien, um einen Korridor zur Enklave Nachitschewan herzustellen. Anfang 2024 einigten sich die Konfliktparteien auf eine Grenzziehung gemäß der Erklärung von Alma-Ata, womit Armenien die aserbaidschanische Hoheit über Bergkarabach anerkannte. Am 13. März 2025 wurde bekannt gegeben, dass sich beide Parteien über die Bedingungen eines Friedensabkommens geeinigt hatten.
Im August 2025 wurde ein Armenisch-aserbaidschanisches Friedensabkommen im Weißen Haus unter Vermittlung der Vereinigten Staaten unterzeichnet. Armenien und Aserbaidschan verpflichteten sich, die Kampfhandlungen einzustellen, die territoriale Integrität des jeweils anderen zu respektieren und diplomatische Beziehungen miteinander aufzunehmen. Beide Länder unterzeichneten Abkommen zur Stärkung ihrer wirtschaftlichen Beziehungen mit den USA, die als Garantiemacht für den Handel im Sangesur-Korridor auftritt.